# Vengeance: Night of Champions
Vengeance: Night of Champions foi o sétimo evento anual Vengeance, bem como o primeiro evento pay-per-view (PPV) de luta profissional Night of Champions produzido pela World Wrestling Entertainment (WWE). Foi realizado para lutadores das divisões de marca Raw, SmackDown! e ECW da promoção. O evento aconteceu em 24 de junho de 2007, no Toyota Center em Houston, Texas. Foi o último evento do Vengeance até 2011, já que Night of Champions continuou em seu lugar. De acordo com o tema do evento, todas as partidas do card foram disputadas por um dos nove campeonatos então ativos da WWE; dois foram ganhos e sete foram mantidos.
O evento principal contou com a marca Raw. John Cena defendeu o Campeonato da WWE em um Desafio Five-Pack contra Mick Foley, Bobby Lashley, Randy Orton e King Booker. Cena venceu a luta e manteve o título após derrotar Foley. A luta em destaque do SmackDown! foi uma "luta de última chance" pelo Campeonato Mundial dos Pesos Pesados entre Edge e Batista, na qual Edge saiu vitorioso por contagem.
Chris Benoit foi originalmente escalado para enfrentar (e derrotar) CM Punk para ganhar o vago Campeonato Mundial da ECW. No entanto, ele não apareceu e foi substituído por Johnny Nitro - que venceu por pinfall após executar um corkscrew neckbreaker na corda do meio. Após o evento, descobriu-se que Benoit havia assassinado sua esposa e filho e depois cometeu suicídio.

## Produção

### Introdução
Vengeance foi um evento pay-per-view (PPV) anual produzido pela World Wrestling Entertainment (WWE) desde 2001. Desde aquele evento inaugural até 2006, o evento foi promovido apenas como Vengeance, mas em 2007, a WWE rebatizou o 7º Vengeance como "Vengeance: Night of Champions". Aconteceu em 24 de junho de 2007, no Toyota Center em Houston, Texas. Enquanto os três eventos Vengeance anteriores foram realizados exclusivamente para a marca Raw, o evento de 2007 contou com lutadores do Raw, SmackDown! e ECW, já que após a WrestleMania 23 em abril, os PPVs exclusivos da marca foram descontinuados.
Com o subtítulo do evento "Night of Champions", o tema do evento era que todos os campeonatos promovidos pela WWE na época fossem disputados. Isso incluiu os quatro campeonatos no Raw - o Campeonato da WWE, o Campeonato Intercontinental, o Campeonato Mundial de Duplas e o Campeonato Feminino - os quatro campeonatos no SmackDown! - o Campeonato Mundial dos Pesos Pesados, o Campeonato dos Estados Unidos, o Campeonato de Duplas da WWE, e o Campeonato dos Pesos Médios da WWE—e único campeonato da ECW—o Campeonato Mundial da ECW.

### Rivalidades

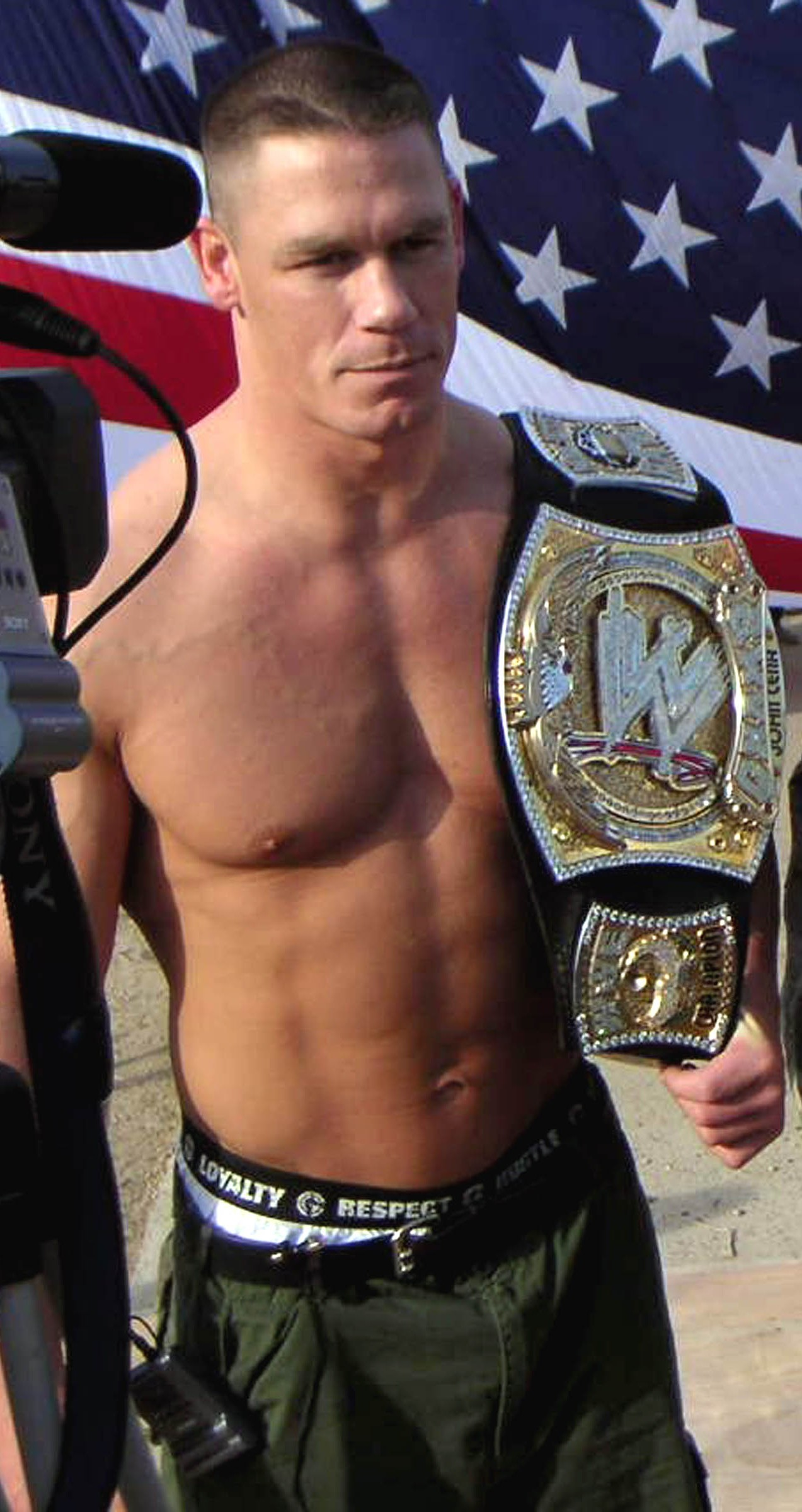
John Cena como Campeão da WWE

A principal rivalidade na marca Raw antes do evento foi entre o Campeão da WWE John Cena, Bobby Lashley, King Booker, Mick Foley e Randy Orton. A rivalidade começou quando Lashley foi convocado para o Raw e destituído do Campeonato Mundial da ECW. Depois de perder o título, Lashley começou a perseguir o Campeonato da WWE. No episódio de 18 de junho do Raw, Foley, Orton, Booker e Lashley fizeram promos sobre por que eles merecem ser o candidato número um ao campeonato da WWE. Cena também fez uma promo sobre quem ele acreditava que merecia ser o candidato número um ao campeonato. Depois disso, o gerente geral interino Jonathan Coachman anunciou que todos os cinco homens iriam competir pelo título em uma partida anunciada como "WWE Championship Challenge" no Vengeance.
A rivalidade principal rumo ao Vengeance no SmackDown! marca estava entre Campeão Mundial dos Pesos-Pesados Edge e Batista. A luta deles resultou da luta Steel Cage no One Night Stand, três semanas antes do Vengeance, onde Edge venceu ao escapar da jaula. No episódio de 8 de junho do SmackDown!, o presidente da WWE, Vince McMahon, anunciou que Edge defenderia o Campeonato Mundial dos Pesos-Pesados contra Batista em uma luta "Last Chance" no Vengeance. No episódio de 22 de junho do SmackDown!, Batista e Ric Flair derrotaram Edge e Montel Vontavious Porter (MVP). No meio da luta, Flair e MVP brigaram fora do ringue, deixando Edge sozinho contra Batista. Batista ganhou o pinfall após executar um Batista Bomb on Edge.
A rivalidade entre The Hardys (Matt Hardy e Jeff Hardy) e Lance Cade e Trevor Murdoch começou no Backlash. No Backlash, os Hardys derrotaram Cade e Murdoch para reter o Campeonato Mundial de Duplas. No evento seguinte, Judgment Day, Matt e Jeff derrotaram Cade e Murdoch mais uma vez para reter o título.

## Evento
| Papel:                    | Nome:                                 |
| ------------------------- | ------------------------------------- |
| Comentaristas em inglês   | Jim Ross (Raw)                        |
| Comentaristas em inglês   | Jerry Lawler (Raw)                    |
| Comentaristas em inglês   | Michael Cole (SmackDown!)             |
| Comentaristas em inglês   | John "Bradshaw" Layfield (SmackDown!) |
| Comentaristas em inglês   | Joey Styles (ECW)                     |
| Comentaristas em inglês   | Tazz (ECW)                            |
| Comentaristas em espanhol | Carlos Cabrera                        |
| Comentaristas em espanhol | Hugo Savinovich                       |
| Entrevistadores           | Todd Grisham                          |
| Anunciadores de ringue    | Justin Roberts                        |
| Árbitros                  | Charles Robinson                      |
| Árbitros                  | Mike Chioda                           |
| Árbitros                  | Chad Patton                           |
| Árbitros                  | Jack Doan                             |
| Árbitros                  | Mickie Henson                         |
| Árbitros                  | Marty Elias                           |
| Árbitros                  | Jim Korderas                          |
| Árbitros                  | Scott Armstrong                       |
| Árbitros                  | Mark Yeaton                           |

### Lutas preliminares
Antes do evento ir ao ar ao vivo no pay-per-view, Super Crazy derrotou Carlito em uma dark match.

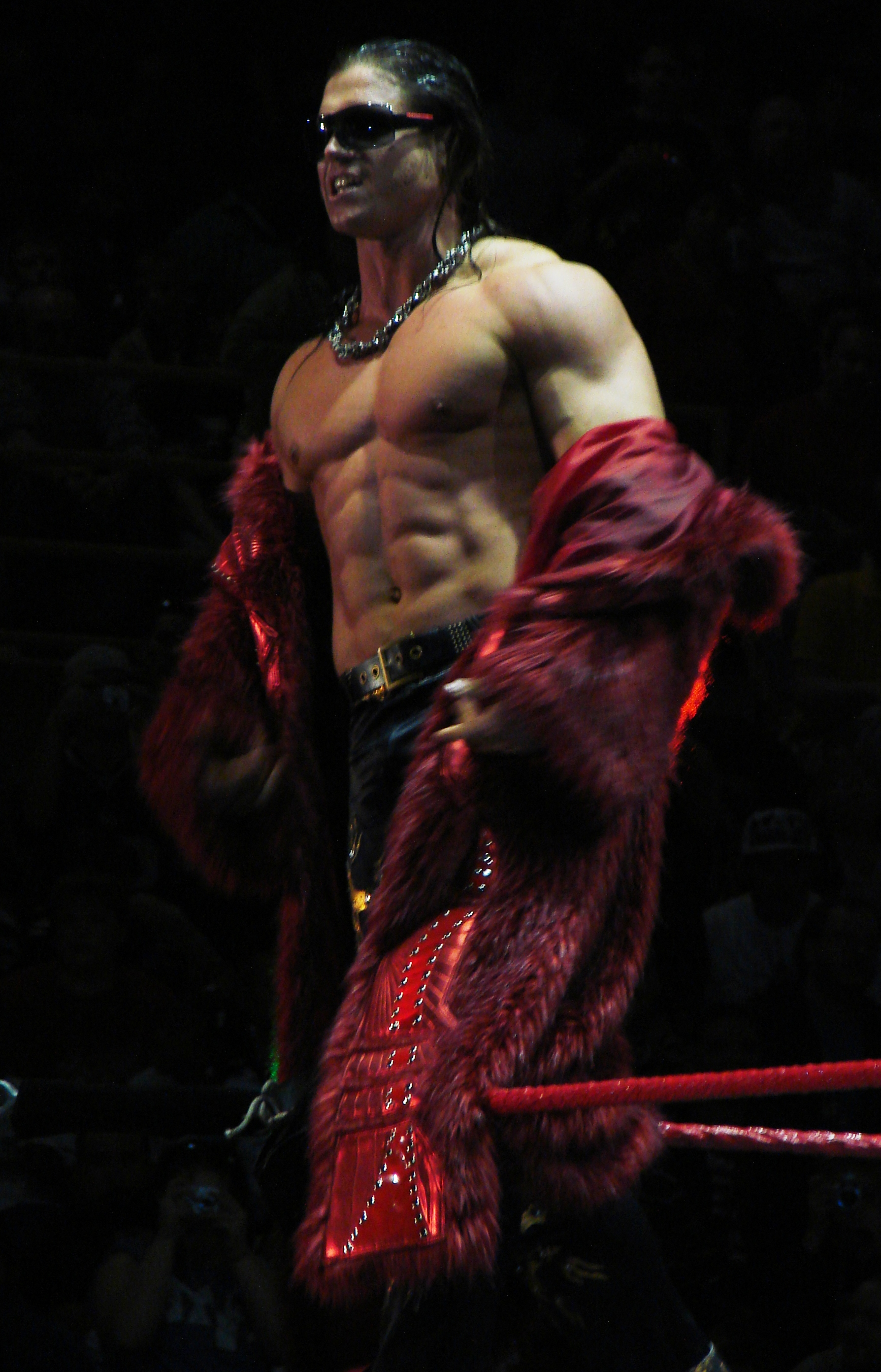
Johnny Nitro (foto) enfrentou CM Punk pelo vago Campeonato Mundial da ECW

O evento começou com um pacote de vídeo do evento e seu tema, "Night of Champions", seguido de pirotecnia de abertura. A primeira luta foi entre Lance Cade e Trevor Murdoch e The Hardys (Matt Hardy e Jeff Hardy) pelo Campeonato Mundial de Duplas. Cade e Matt começaram a luta, com Matt no controle. As duas equipes entraram e saíram até que Cade e Murdoch tentaram sair da luta, mas os Hardys foram atrás deles e os trouxeram de volta ao ringue. Jeff tentou um Swanton Bomb em Cade, mas Murdoch interferiu em nome de Cade. Matt tentou interferir em nome de Jeff, mas foi interrompido pelo árbitro. Murdoch usou isso como uma vantagem e empurrou Jeff para fora do esticador, levando Cade a executar uma powerbomb. Cade ganhou o pinfall sobre Jeff para vencer a partida e reter os títulos.
A segunda luta foi entre Chavo Guerrero e Jimmy Wang Yang pelo Campeonato dos Pesos Médios da WWE. A partida começou com Yang e Guerrero travando, seguido por Yang no controle durante a maior parte da partida. Depois que Yang perdeu um moonsault, Guerrero executou uma Gory Bomb. Pouco depois, Guerrero executou um Frog Splash em Yang. Depois disso, Guerrero derrotou Yang para vencer a luta e reter o Campeonato dos Pesos Médios.
A terceira luta foi entre CM Punk e Johnny Nitro (que substituiu o ausente Chris Benoit) pelo Campeonato Mundial da ECW. A luta começou com Punk tentando um crossbody em Nitro. Nitro rebateu, no entanto, e executou um enzuigiri. Nitro desferiu um corkscrew neckbreaker e imobilizou Punk para vencer a luta e se tornar o novo Campeão Mundial da ECW.
A quarta luta foi entre Santino Marella e Umaga pelo Campeonato Intercontinental. A partida começou com Umaga no controle, esmagando Marella. Dois minutos de jogo, Umaga estava socando Marella incontrolavelmente. O árbitro desclassificou Umaga quando ele se recusou a parar após dar uma contagem de cinco, e Marella manteve o título. Umaga, após a desqualificação, deu um splash e um Samoan Spike para Santino.
A quinta luta foi entre Montel Vontavious Porter (MVP) e Ric Flair pelo Campeonato dos Estados Unidos. A luta começou com Flair executando uma série de golpes de backhand para MVP. Flair manteve a vantagem e aplicou o leglock em forma de quatro. MVP rebateu, executando um golpe baixo. MVP então executou o Playmaker e derrotou Flair para reter o Campeonato dos Estados Unidos.
A sexta partida foi um desafio aberto de Deuce 'n Domino a qualquer dupla pelo Campeonato de Duplas da WWE, que foi aceito por Jimmy Snuka, que por acaso é o pai de Deuce na vida real e Sgt. Slaughter. Snuka e Slaughter controlaram a maior parte da partida; no entanto, Deuce 'n Domino conseguiu a vitória depois que Deuce derrotou Snuka. Após a luta, Deuce 'n Domino atacou Snuka e Slaughter até que Tony Garea e Rick Martel entraram no ringue para ajudar Snuka e Slaughter.

### Lutas do evento principal

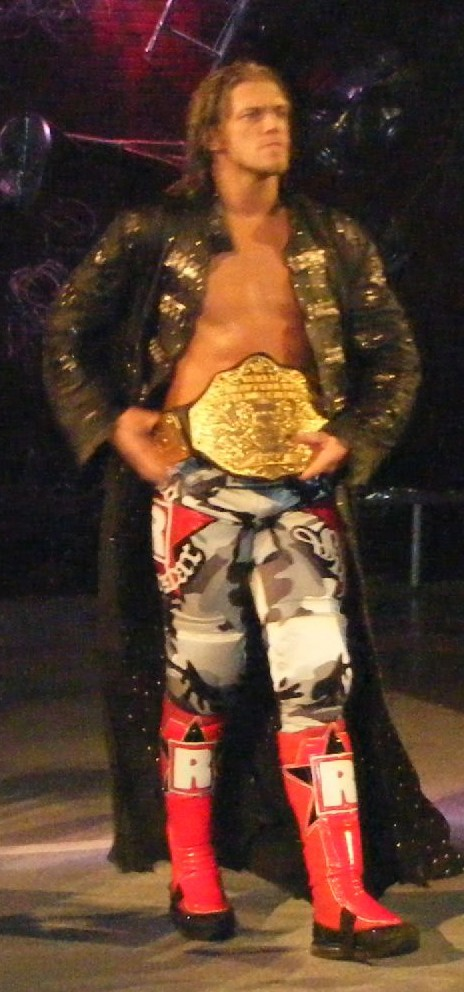
Edge defendeu o Campeonato Mundial dos Pesos Pesados contra Batista no evento

A sétima luta foi entre Edge e Batista pelo Campeonato Mundial dos Pesos Pesados. Esta foi uma "luta de última chance", ou seja, se Batista perdesse, ele não poderia ter outra chance pelo Campeonato Mundial de Pesos Pesados enquanto Edge fosse o campeão. Batista originalmente venceu a luta por desqualificação após Edge executar um golpe baixo; no entanto, O gerente geral do SmackDown! Theodore Long reiniciou a partida com a estipulação de que Edge poderia perder o título por desqualificação. Edge venceu a luta após Batista ser eliminado, mantendo assim o título, e com a estipulação da luta, Batista não poderia disputar o Campeonato Mundial de Pesos Pesados enquanto Edge fosse o campeão. Após a luta, em total frustração, Batista atacou Edge e aplicou um Batista Bomb nele de fora do ringue para o chão antes de deixá-lo com o título.
A oitava partida foi Melina contra Candice Michelle pelo Campeonato Feminino da WWE. Depois de uma luta de ida e volta, Michelle executou um spinning heel kick em Melina para ganhar o Campeonato Feminino.
O evento principal, chamado de "WWE Championship Challenge", viu John Cena defendendo o Campeonato da WWE contra King Booker, Bobby Lashley, Mick Foley e Randy Orton. Ao longo da partida, todos os cinco homens ganharam vantagem uns sobre os outros em um ou mais pontos. Uma vaga na luta viu Lashley pular da corda superior para os outros quatro competidores. No final da luta, Cena executou um FU em Lashley por meio de uma mesa de anúncios. Cena venceu a partida e manteve o título após derrotar Foley após um FU.

## Após o evento
O episódio programado para 25 de junho do Raw seria um memorial de três horas ao "Sr. McMahon". No entanto, devido à morte real de Chris Benoit, o show começou com McMahon parado em uma arena vazia, reconhecendo que sua morte relatada era apenas de seu personagem como parte de um enredo. Isso foi seguido por uma homenagem a Benoit que preencheu o intervalo de tempo de três horas. Uma vez que os detalhes das ações de Benoit se tornaram aparentes, a WWE tomou a decisão de remover quase todas as menções a Benoit de seu site, de futuras transmissões e todas as publicações.
Chavo Guerrero Jr. passou a defender o Campeonato dos Pesos Médios da WWE em um Cruiserweight Open no The Great American Bash contra Jimmy Wang Yang, Jamie Noble, Funaki e Shannon Moore. Hornswoggle também entrou na luta ao som do sino, mas imediatamente escapou do ringue e se escondeu embaixo dele. Com todos os cruiserweights abaixados, com exceção de Noble, Hornswoggle saiu de debaixo do ringue e acertou um Tadpole Splash em Noble. Ele o imobilizou depois para vencer a luta e o Campeonato dos Pesos Médios. Candice Michelle e Melina continuaram a rivalizar pelo Campeonato Feminino da WWE. As duass tiveram uma revanche no The Great American Bash pelo título. Michelle derrotou Melina depois de entregar um Candy Wrapper para reter o título.
| Nº                                          | Resultados                                                                                       | Estipulações                                           | Tempo |
| ------------------------------------------- | ------------------------------------------------------------------------------------------------ | ------------------------------------------------------ | ----- |
| Dark                                        | Super Crazy derrotou Carlito                                                                     | Luta individual                                        | N/A   |
| 1                                           | Lance Cade e Trevor Murdoch (c) derrotaram The Hardys (Matt Hardy e Jeff Hardy)                  | Luta de duplas pelo World Tag Team Championship        | 12:50 |
| 2                                           | Chavo Guerrero (c) derrotou Jimmy Wang Yang                                                      | Luta individual pelo WWE Cruiserweight Championship    | 10:16 |
| 3                                           | Johnny Nitro derrotou CM Punk                                                                    | Luta individual pelo vago ECW World Championship       | 8:00  |
| 4                                           | Santino Marella (c) derrotou Umaga por desqualificação                                           | Luta individual pelo WWE Intercontinental Championship | 2:34  |
| 5                                           | Montel Vontavious Porter (c) derrotou Ric Flair                                                  | Luta individual pelo WWE United States Championship    | 8:43  |
| 6                                           | Deuce'n Domino (c) (com Cherry) derrotaram Sgt. Slaughter e Jimmy Snuka                          | Luta de duplas pelo WWE Tag Team Championship          | 6:34  |
| 7                                           | Edge (c) derrotou Batista por contagem                                                           | Última chance pelo World Heavyweight Championship      | 16:50 |
| 8                                           | Candice Michelle derrotou Melina (c)                                                             | Luta individual pelo WWE Women's Championship          | 4:07  |
| 9                                           | John Cena (c) derrotou Mick Foley, Bobby Lashley, Randy Orton e King Booker (com Queen Sharmell) | Luta Five-Pack Challenge pelo WWE Championship         | 18:08 |
| (c) – Refere-se aos campeões antes da luta. |                                                                                                  |                                                        |       |

### Chaveamento do torneio
|  | Semi finais    | Semi finais    | Semi finais     |                 |         | Final   | Final | Final |  |
|  |                |                |                 |                 |         |         |       |       |  |
|  | CM Punk        | CM Punk        | Pin             |                 |         |         |       |       |  |
|  | CM Punk        | CM Punk        | Pin             |                 |         |         |       |       |  |
|  | Marcus Cor Von | Marcus Cor Von | 06:45           |                 |         |         |       |       |  |
|  | Marcus Cor Von | Marcus Cor Von | 06:45           |                 | CM Punk | CM Punk | Pin   |       |  |
|  |                |                |                 |                 | CM Punk | CM Punk | Pin   |       |  |
|  |                |                | Johnny Nitro(*) | Johnny Nitro(*) | 08:15   |         |       |       |  |
|  | Chris Benoit   | Chris Benoit   | Johnny Nitro(*) | Johnny Nitro(*) | 08:15   | Sub     |       |       |  |
|  | Chris Benoit   | Chris Benoit   |                 |                 |         |         |       |       |  |
|  | Elijah Burke   | Elijah Burke   | 06:38           |                 |         |         |       |       |  |

(*) – Johnny Nitro foi um substituto improvisado adicionado pela WWE devido à ausência de Chris Benoit, explicado no ar como sendo devido a "problemas pessoais". Mais tarde, foi descoberto por policiais locais da Geórgia que Benoit havia assassinado sua esposa e filho, e então se matou em sua casa.